# Comunidad Catalana de México
La Comunidad Catalana de México (Comunitat Catalana) fue una organización que reunía a los exiliados catalanes de la Guerra Civil Española que se habían establecido en México desde 1939. Fue una de las comunidades catalanas en el exilio que apoyó de forma más activa al Consejo Nacional de Cataluña en Londres, y la más numerosa. Su medio de difusión era el diario El Poble Català, publicado en París por Rafael Tasis y Jaume Miravitlles. Muchas de sus actividades se organizaban en el local del Orfeó Català de Mèxic.

## Dirigentes
- Presidente: Josep Tomàs i Piera
- Vicepresidentes: Pere Bosch i Gimpera y Miquel A. Marín
- Secretario: Josep Maria Poblet i Guarro
- Tesorero: Artur F. Costa
- Vocales: Salvador Armendares i Torrent, Enric Fernández i Gual, Josep Maria Miquel i Vergés, Lluís Aymamí i Baudina

## Historia
Debido al apoyo dado al Consejo Nacional de Cataluña, tuvo enfrentamientos con Joan Lluhí, líder de Esquerra Republicana de Cataluña, y Joan Comorera (PSUC), quien la combatió de forma violenta e intentó organizar Amics de Catalunya (inspirado en Amics de l'URSS). En diciembre de 1944 ratificó el pacto Galeusca, firmado en Buenos Aires en 1941.
Muchos de sus dirigentes protestaron de forma enérgica cuando Carles Pi i Sunyer disolvió el Consejo Nacional Catalán al terminar la Segunda Guerra Mundial. Mantuvo una relación bastante tensa tanto con la República Española en el exilio, como con las Delegaciones Catalanas (Delegacions Catalanes) credas por el presidente de la Generalidad de Cataluña en el exilio, Josep Irla, desde 1950. Estuvo bastante activa en la organización de la Conferencia Nacional Catalana de 1953 y en el Consejo Nacional Catalán.